# مكاو لير
مكاو لير هو نوع من المكاو يعيش في البرازيل.